# Quenisset (cráter)
Quenisset es un cráter de impacto del planeta Marte situado al suroeste del cráter Moreux, al noroeste de Flammarion, al noreste de Luzin y al este de Cerulli, a 34.6 norte y 40.6 este. El impacto causó un boquete de 138 kilómetros de diámetro. El nombre fue aprobado en 1973 por la Unión Astronómica Internacional, en honor al astrónomo francés Ferdinand Quénisset (1872-1951).